# Ondřej Palát
Ondřej Palát (ur. 28 marca 1991 we Frydku-Mistku) – czeski hokeista, reprezentant Czech, olimpijczyk.
Jego ojciec Pavel także był hokeistą, później został trenerem hokejowym.

## Kariera klubowa
- HC Frydek-Mistek U18 (2005–2008)
- HC Vítkovice U18 (2005–2008)
- HC Vítkovice U20 (2006–2009)
- Drummondville Voltigeurs (2009–2011)
- Norfolk Admirals (2011–2012)
- Syracuse Crunch (2012–2013)
- Tampa Bay Lightning (2013-2022)
- New Jersey Devils (2022-)

Wychowanek klubu HC Frýdek-Místek w rodzinnym mieście. Następnie grał w juniorskich drużynach klubu HC Vítkovice. W 2009 wyjechał do Kanady i przez dwa lata grał w rozgrywkach QMJHL w ramach CHL, po czym w drafcie NHL z 2011 został wybrany przez Tampa Bay Lightning. W sezonie 2011/2012 grał w zespole farmerskim w lidze AHL, po czym w drugim z tej ligi. W sezonie 2012/2013 w tej samej lidze grał w Syracuse Crunch. W lidze NHL w barwach Tampa Bay Lightning grał od marca 2013. W lipcu 2022 podpisał pięcioletni kontrakt z New Jersey Devils.
W barwach amerykańskich klubów (Norfolk, Syracuse, Tampa) od 2011 gra z nim jego rodak Radko Gudas.

## Kariera reprezentacyjna
W barwach juniorskich reprezentacji Czech uczestniczył w mistrzostwach świata juniorów do lat 18 w 2008, 2009, na mistrzostwach świata do lat 20 w 2011.
W kadrze seniorskiej uczestniczył w turniejach zimowych igrzysk olimpijskich 2014, Pucharu Świata 2016, mistrzostw świata 2019, mistrzostw świata 2024.

## Sukcesy
Reprezentacyjne

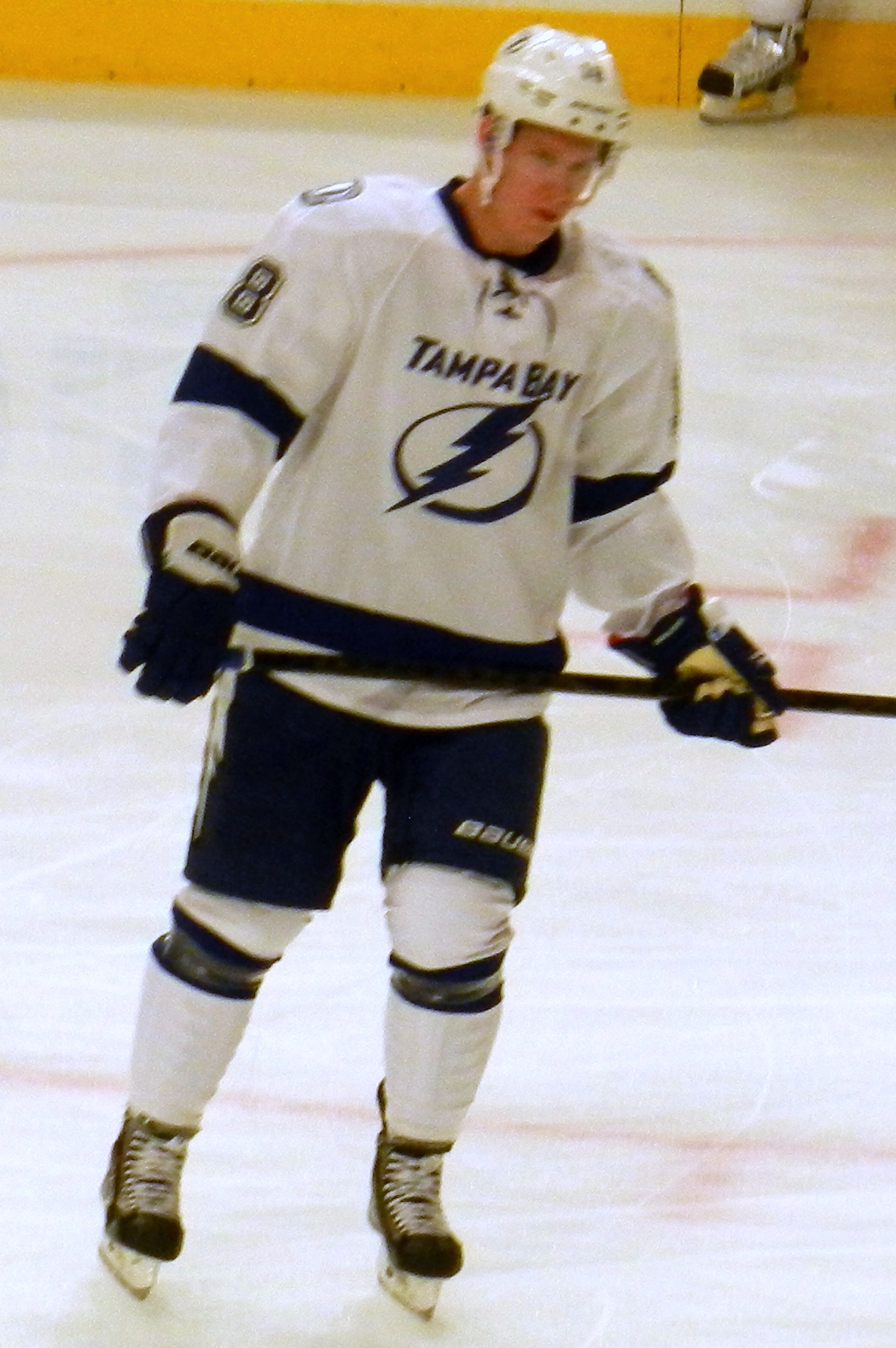
Ondřej Palát w barwach Tampa Bay Lightning (2013)

- Awans do Elity mistrzostw świata do lat 18: 2008
- Złoty medal mistrzostw świata: 2024

Klubowe
- Złoty medal mistrzostw Czech do lat 18: 2006 z HC Vítkovice U18
- Złoty medal mistrzostw Czech do lat 20: 2009 z HC Vítkovice U20
- Mistrzostwo dywizji AHL: 2012 z Norfolk Admirals, 2013 z Syracuse Crunch
- Mistrzostwo konferencji AHL: 2012 z Norfolk Admirals
- Frank Mathers Trophy: 2012 z Norfolk Admirals, 2013 z Syracuse Crunch
- Puchar Caldera - mistrzostwo AHL: 2012 z Norfolk Admirals
- Puchar Stanleya: 2020 z Tampa Bay Lightning

Indywidualne
- Mistrzostwa Czech do lat 18 w sezonie 2006/2007:
  - Pierwsze miejsce w klasyfikacji +/-: +41
- Mistrzostwa świata do lat 18 w hokeju na lodzie mężczyzn 2009/I Dywizja:
  - Pierwsze miejsce w klasyfikacji strzelców turnieju: 6 goli[4]
  - Trzecie miejsce w klasyfikacji kanadyjskiej turnieju: 8 punktów[5]
- AHL (2012/2013):
  - Pierwsze miejsce w klasyfikacji asystentów w fazie play-off: 19 asyst
  - Pierwsze miejsce w klasyfikacji kanadyjskiej w fazie play-off: 26 punktów
- NHL (2013/2014):
  - Najlepszy pierwszoroczniak miesiąca - styczeń 2014, marzec 2014
- NHL (2014/2015):
  - Czwarte miejsce w klasyfikacji +/- w sezonie zasadniczym: +31